# Слейтер (Вайоминг)
Слейтер (англ. Slater) — статистически обособленная местность, расположенная в округе Платт (штат Вайоминг, США) с населением в 82 человека по статистическим данным переписи 2000 года.

## География
По данным Бюро переписи населения США, статистически обособленная местность Слейтер имеет общую площадь в 191,66 квадратных километров, водных ресурсов в черте населённого пункта не имеется.
Статистически обособленная местность Слейтер расположена на высоте 1523 метра над уровнем моря.

## Демография
По данным переписи населения 2000 года, в Слейтере проживало 82 человека, 23 семьи, насчитывалось 31 домашнее хозяйство и 42 жилых дома. Средняя плотность населения составляла около 0,4 человека на один квадратный километр. Расовый состав Слейтера по данным переписи был исключительно белым.
Из 31 домашних хозяйств в 35,5 % — воспитывали детей в возрасте до 18 лет, 74,2 % представляли собой совместно проживающие супружеские пары, в семей женщины проживали без мужей, 22,6 % не имели семей. 22,6 % от общего числа семей на момент переписи жили самостоятельно, при этом 12,9 % составили одинокие пожилые люди в возрасте 65 лет и старше. Средний размер домашнего хозяйства составил 2,65 человек, а средний размер семьи — 3,08 человек.
Население статистически обособленной местности по возрастному диапазону по данным переписи 2000 года распределилось следующим образом: 30,5 % — жители младше 18 лет, 1,2 % — между 18 и 24 годами, 22,0 % — от 25 до 44 лет, 36,6 % — от 45 до 64 лет и 9,8 % — в возрасте 65 лет и старше. Средний возраст жителей составил 40 лет. На каждые 100 женщин в Слейтере приходилось 134,3 мужчин, при этом на каждые сто женщин 18 лет и старше приходилось 111,1 мужчин также старше 18 лет.
Средний доход на одно домашнее хозяйство в статистически обособленной местности составил 97 593 доллара США, а средний доход на одну семью — 97 593 доллара. При этом мужчины имели средний доход в 73 542 доллара США в год против 21 607 долларов среднегодового дохода у женщин. Доход на душу населения в статистически обособленной местности составил 44 985 долларов в год. Все семьи Слейтера имели доход, превышающий уровень бедности.